# Осиновка (Красночикойський район)
Оси́новка (рос. Осиновка) — село у складі Красночикойського району Забайкальського краю, Росія. Входить до складу Захаровського сільського поселення.

## Населення
Населення — 169 осіб (2010; 220 у 2002).
Національний склад (станом на 2002 рік):
- росіяни — 100 %